# Ehrenschuld
Ehrenschuld (im englischen Original Debt of Honor) ist ein Politthriller von Tom Clancy aus dem Jahr 1994. Das Buch ist Teil der Jack-Ryan-Serie.
Ryan wird zum Nationalen Sicherheitsberater der USA ernannt, als die japanische Regierung, die von einer Gruppe von Großindustriellen (Zaibatsu) geführt wird, einen Krieg mit den Vereinigten Staaten beginnt.
In dem Buch wird u. a. auf Sibirien als „Nördliches Rohstoffgebiet“ Bezug genommen, das der im Jahr 2000 erschienene Clancy-Roman Im Zeichen des Drachen erneut aufnimmt. Der Roman geht nahtlos auf das nachfolgende Werk Befehl von oben über.

## Inhalt
In New York kauft der japanische Großindustrielle Raizo Yamata die Mehrheitsanteile an der Fondsgesellschaft Columbus Group. George Winston, der Gründer und Vorsitzende des Unternehmens, scheidet daraufhin aus dem Unternehmen aus und widmet sich seinem Privatleben. Yamata fliegt anschließend weiter nach Saipan, die Hauptinsel der Nördlichen Marianen, wo sich seine Eltern nach der Eroberung durch die USA während des Zweiten Weltkrieges von einer Klippe in den Tod stürzten. Nur er überlebte damals. Auf Saipan kaufte er ein großes Stück Land, wo früher das Haus seiner Eltern stand.
Parallel lässt er im Geheimen Atomraketen bauen, um seine Ziele zu verfolgen.
Auf der Interstate 40 in East Tennessee passiert zur selben Zeit ein schwerer Unfall, ausgelöst durch die nachlässige Qualitätskontrolle bei japanischen Importautos. Daraufhin kommt es zu einem „Trade Reform Act“, einem Gesetz, das die Handlungsfähigkeit der Japaner in den USA stark einschränkt. Die japanische Wirtschaft wird dadurch stark geschädigt. Einige japanische Großindustrielle unter der Führung von Raizo Yamata bringen daraufhin die New Yorker Börse zum Absturz. Noch während sich die Amerikaner erstaunlich gut aus der Situation herauswinden, besetzen japanische Truppen die amerikanischen Nördlichen Marianen, eine Inselgruppe im Pazifik, und drängen die durch die Abrüstung geschwächte amerikanische Marine aus diesem Bereich zurück.
Während die amerikanischen Agenten John Clark und Domingo Chavez plötzlichen und unerwarteten Spionagegeschäften in Japan nachkommen, versucht Jack Ryan als nationaler Sicherheitsberater den Präsidenten Roger Durling in Sachen Sicherheitsfragen so gut wie möglich zu beraten. Kurze Zeit später tobt ein inoffizieller Krieg um die Marianen.
Der Einsatz von Flugzeugträgern, AWACS, Kampfjets sowie drei Comanche zwingt die Japaner zur Kapitulation. Clark und Chavez befreien den Ex-Ministerpräsidenten Mogataru Koga. Der jetzige Ministerpräsident Goto, der sich von Yamata beeinflussen lässt, hatte Koga aus dem Weg geräumt.
Nicht lange danach ernennt Roger Durling Jack Ryan zum Vizepräsidenten. In einem Piloten der JAL, der in diesem Krieg seine halbe Familie verloren hat, erwachen Kamikaze-Instinkte. Mit seinem Flugzeug, einer Boeing 747, fliegt er in das Kapitol in Washington, in dem gerade der Kongress tagt. Durch den explodierenden Treibstoff des Flugzeugs und den Einsturz des Gebäudes sterben Präsident Durling sowie fast die gesamte Führungsspitze der Vereinigten Staaten, und Jack Ryan, der sich zu diesem Zeitpunkt mit seiner Familie in einem unterirdischen Verbindungstunnel auf dem Weg vom Weißen Haus zum Kapitol befindet, wird Präsident der Vereinigten Staaten.